# (2496) Fernandus
(2496) Fernandus es un asteroide que forma parte del cinturón de asteroides y fue descubierto el 8 de octubre de 1953 por el equipo del Indiana Asteroid Program desde el Observatorio Goethe Link de Brooklyn, Estados Unidos.

## Designación y nombre
Fernandus recibió inicialmente la designación de 1953 TC1.
Más adelante se nombró en honor del zoólogo estadounidense Fernandus Payne (1881-1977).

## Características orbitales
Fernandus orbita a una distancia media de 2,17 ua del Sol, pudiendo alejarse hasta 2,242 ua y acercarse hasta 2,098 ua. Su excentricidad es 0,03316 y la inclinación orbital 0,9174°. Emplea en completar una órbita alrededor del Sol 1168 días.